# 1402年
| 千纪： | 2千纪 |
| 世纪： | 14世纪 \| 15世纪 \| 16世纪                                                                                 |
| 年代： | 1370年代 \| 1380年代 \| 1390年代 \| 1400年代 \| 1410年代 \| 1420年代 \| 1430年代                           |
| 年份： | 1397年 \| 1398年 \| 1399年 \| 1400年 \| 1401年 \| 1402年 \| 1403年 \| 1404年 \| 1405年 \| 1406年 \| 1407年 |
| 纪年： | 壬午年（马年）；明建文四年；越南绍成二年；日本應永九年                                                     |

## 大事记
- 明朝授予日本幕府将军足利义满日本国王称号，足利义满从明朝领取冠服并臣服明朝，明日貿易開始。
- 鄭和等奉差出使暹羅國。
- 窝阔台后裔鬼力赤殺坤帖木兒自立，本雅失里投奔帖木兒帝國，明朝恢复与蒙古的往来，称呼其为韃靼。
- 西察合台汗國汗統正式斷絕（實際上西察合台汗國已於1369年成為帖木兒帝國的傀儡政權）。
- 7月13日——燕王朱棣直逼南京，曹國公李景隆和谷王朱橞開金川門降燕軍，兵部尚書茹瑺等數十人亦降，史稱金川門之變，靖难之役結束。
- 7月20日——安哥拉之戰，帖木兒率領的帖木兒帝國軍隊打敗奧斯曼帝國的軍隊，並俘獲其蘇丹巴耶塞特一世，奧斯曼帝國進入大空位期直到1413年。
- 7月30日——朱棣大祀南郊，即皇帝位，召解縉、胡廣、楊榮等人直入文淵閣，參與機務，明朝內閣制度至此建立。
- 12月18日——朱棣决定迁都北京。
- 燕王朱棣即位後對建文帝臣屬開展清算和鎮壓，大臣被殺者120人，坐死者達873人，史稱壬午之難。

## 逝世
- 麻哈沒的算端，西察合台汗國末代可汗。
- 方孝孺，明朝建文年间重臣，著名文学家、思想家。
- 黃子澄，明朝建文年间重臣。
- 齊泰，明朝建文年间重臣。
- 鐵鉉，元代色目人後裔，在靖難之變時不肯投降造反奪位的燕王朱棣，被施以磔刑、油炸而死。
- 坤帖木兒，第20代蒙古大汗。